# Teleki (Adelsgeschlecht)

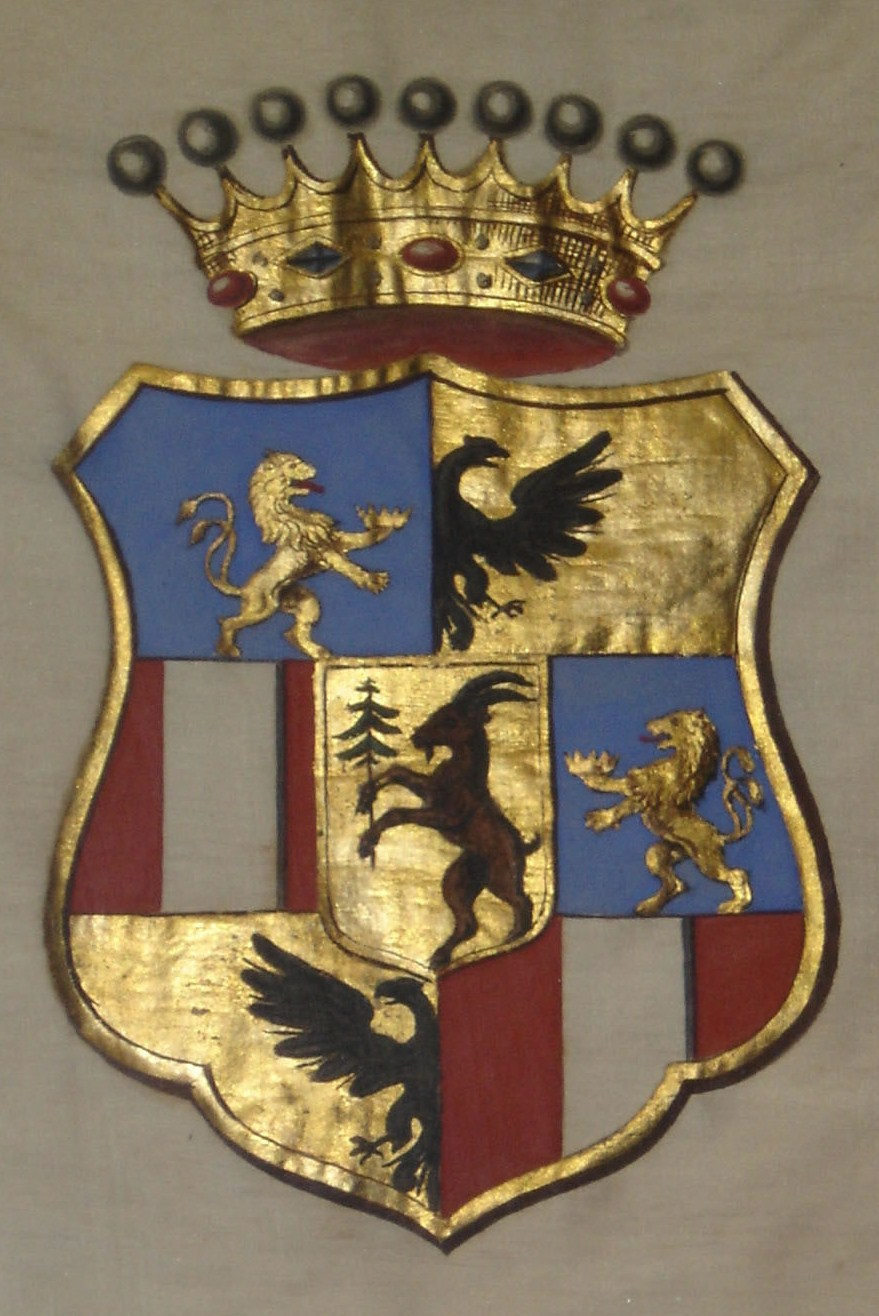
Wappen der Familie Teleki von Szék

Teleki von Szék ist der Name eines aus Siebenbürgen stammenden Adelsgeschlechts, dass zu den bedeutendsten ungarischen Adelsgeschlechtern im ehemaligen Königreich Ungarn zählte. Seit 1696 waren die Telekis gleichzeitig Reichsgrafen des Heiligen Römischen Reiches Deutscher Nation.

## Die Familie
Als Begründer des Adelsgeschlechtes der Teleky von Szék gilt der Kapitän der Leibgarde Michael Garázda von Szék (dann Teleky von Szék); er erscheint in den Urkunden um das Jahr 1605 und war mit Anna Garázda de Zágor verheiratet. Im Jahre 1600 verstarb Johann Garázda der letzte Träger dieses Namens. Er war mit einer Judith Fehler verheiratet und aus dieser Verbindung entstammte eine Tochter, Anna Garázda, die den Gutsbesitzer Michael (ung. Mihály) Teleki († ~1613) heiratete. Aus einer Urkunde aus dem Jahre 1612 geht hervor, dass Michael Teleki sich in der Ortschaft Szék im Komitat Bihar niederließ. Mit diesem Michael (I.) beginnt auch die Genealogie des Geschlechtes der Telekis von Szék. Das Ehepaar hatte zwei Söhne: Stephan und Johann. Nach dem Tode von Michael (I.) bestätigte in einer Urkunde vom 13. November 1614 Gabriel Bethlen als Fürst von Siebenbürgen der Witwe sowie ihren beiden Söhnen ihren Besitz in der Herrschaft Szék.
Johann Teleki (* 1614, † 1662) heiratete Anna Bornemisza und stieg sehr schnell in der Rangleiter nach oben. Er wurde Obergespan des Komitats Arad. Am 17. Juli 1646 wurden seine Privilegien vom Fürsten Georg I. Rákóczi urkundlich bestätigt. Aus der Ehe gingen zwei Mädchen (Anna und Katharina) und der Sohn Michael (II.) (* 1634, † 1690) hervor.
Michael (II.) machte ein kometenhafte Karriere, er wurde Staatskanzler von Siebenbürgen unter den Fürsten von Siebenbürgen Michael Apafi. Er heiratete Judith Weér, mit welcher er 13 Kinder (sechs Buben und sieben Mädchen) hatte. Die älteste Tochter Anna (* 1661/oder 1663, † 31. März 1720) war eine Zeitlang mit Emmerich Thököly verlobt, dieser löste jedoch die Verlobung, da er sich in Ilona Zrínyi verliebte und diese auch heiratete.
Im Jahre 1685 wurde Michael (II.) vom Kaiser Leopold I in den Reichsgrafenstand erhoben. Diese Auszeichnung erhielt Michael aus Dankbarkeit vom Kaiser, da er dafür Sorge trug, dass sich Siebenbürgen freiwillig unter das Zepter des Kaisers begab.
Mit Michaels (II.) Söhnen Michael (III.), Paul und Alexander (ung. Sándor) pflanzte sich das Geschlecht fort, es entstanden drei Linien, die nach den Vornamen der Söhne benannt wurden. Die Paulinische Linie starb jedoch bereits 1841 aus.

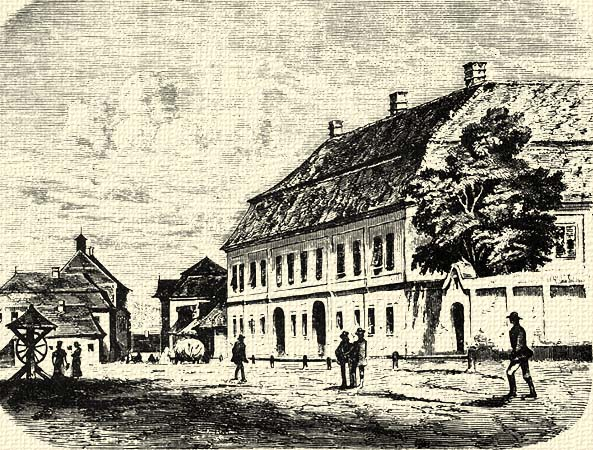
Die Teleki-Bibliothek in Marosvásárhely (Stich von Károly Rusz aus dem Jahre 1868)

Die Telekis bekannten sich überwiegend zur evangelisch-reformierten Kirche nach Calvin. Nur der ältere Zweig der Michaelschen Linie bekannte sich zum römisch-katholischen Glauben. Ein Sohn von Joseph Teleki (* 1674, † 1732) Stephan soll zu Anfang des 18. Jahrhunderts Bischof von Erlau gewesen sein. Als Franz II. Rákóczi im Jahre 1704 an der Theiß siegte, und Erlau, Tokaj sich dem Fürsten ergaben, soll Bischof Stephan Teleki zu einem seiner treuesten Anhänger geworden sein.

## Nachwelt
Das Adelsgeschlecht der Telekis hat zahlreiche Persönlichkeiten hervorgebracht, die nicht nur für Ungarn, sondern auch internationale Bedeutung hatten. Viele Straßen und Plätze wurden nach ihnen benannt. Von besonderer Bedeutung war die Gründung der „Teleki Bibliothek“ (ung. „Teleki Teka“) in Marosvásárhely (rum. Târgu Mureş), die 1802 von Grafen Samuel (I.) Teleki gestiftet wurde. Heute gehört sie zu den bedeutendsten ungarischen Bibliotheken außerhalb der Grenzen des heutigen Ungarns.
Am 7. September 2003 entdeckte der Amateurastronom Krisztián Sárneczky einen Asteroiden, dem die vorläufige Bezeichnung 2003 RN8 gegeben wurde. Am 20. Mai 2008 wurde dieser Asteroid nach dem ungarischen Entdecker und Forschungsreisenden Sámuel Teleki (1845–1916) benannt. Der Name des Asteroiden ist (163819) Teleki.

## Bedeutende Vertreter des Adelsgeschlechtes (Auswahl)
- Blanka Teleki (1806–1862), Frauenrechtlerin
- Dominik Teleki von Szék (1773–1798), ungarischer Adliger, Jurist und Reiseschriftsteller
- Géza Teleki (1843–1913), ungarischer Schriftsteller, Politiker und Innenminister
- József Teleki (1790–1855), ungarischer Historiker, Jurist und Politiker
- László Teleki von Szék der Jüngere (1811–1861), österreichisch-ungarischer Politiker und Schriftsteller
- Michael II. Teleki (1634–1690), General und Kanzler des Fürsten von Siebenbürgen Michael Apafi
- Pál Teleki (1879–1941), ungarischer Geograph, Politiker und Pfadfinderführer
- Samuel (I.) Teleki (1739–1822), Obergespan des Komitates Torda und Kanzler von Siebenbürgen
- Sámuel Teleki (1845–1916), österreichisch-ungarischer Politiker und Forschungsreisender
- Sándor Teleki (* 1861 in Paris; † 13. August 1919 in Budapest), zwischen 1911 und 1919 Präses (Vorsitzender) des Ungarischen Karpathenvereins.

## Galerie

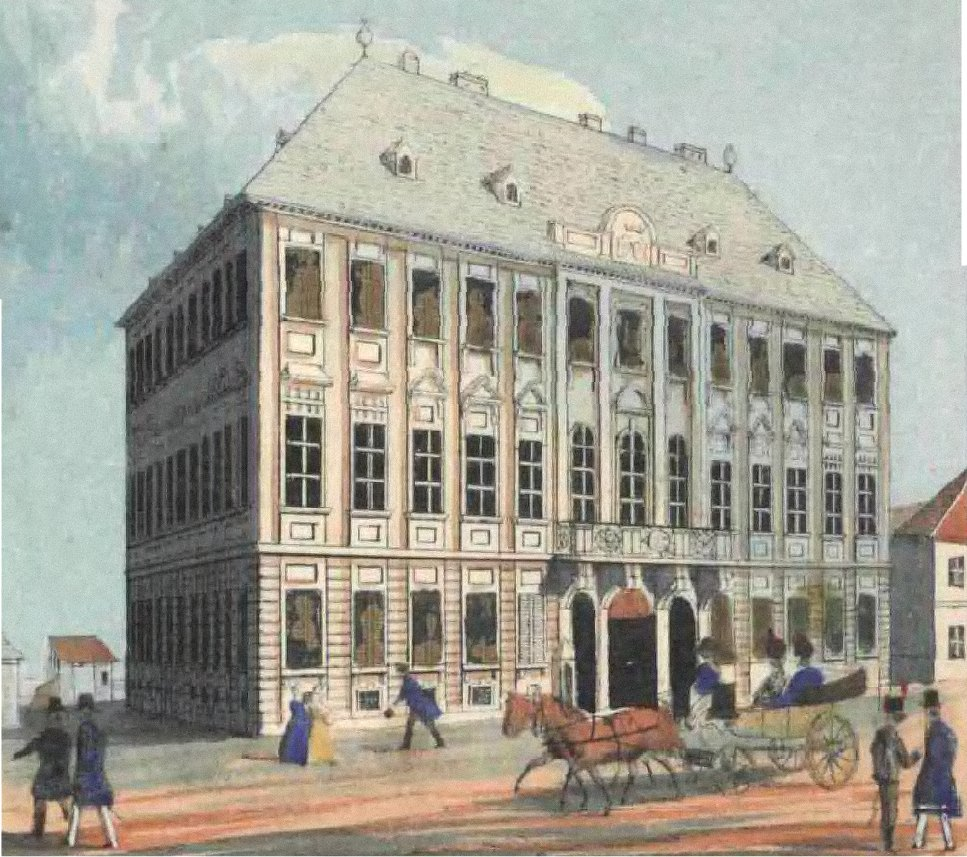
Palais Teleki in Ofen (erbaut 1789), wurde 1968 abgerissen
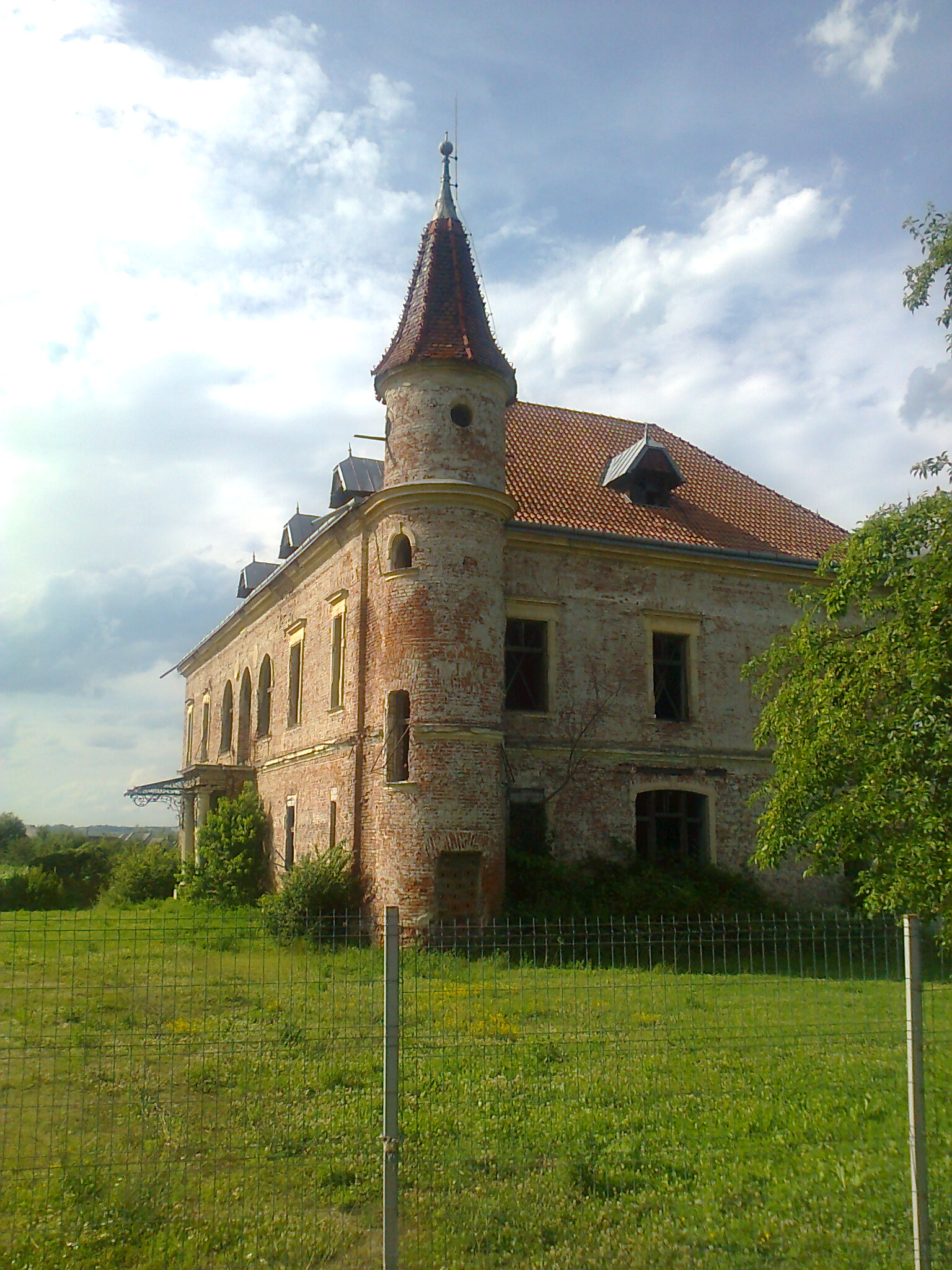
Schlösschen Teleki in Pribékfalva (rum. Pribileşti) im Komitat Maramaros
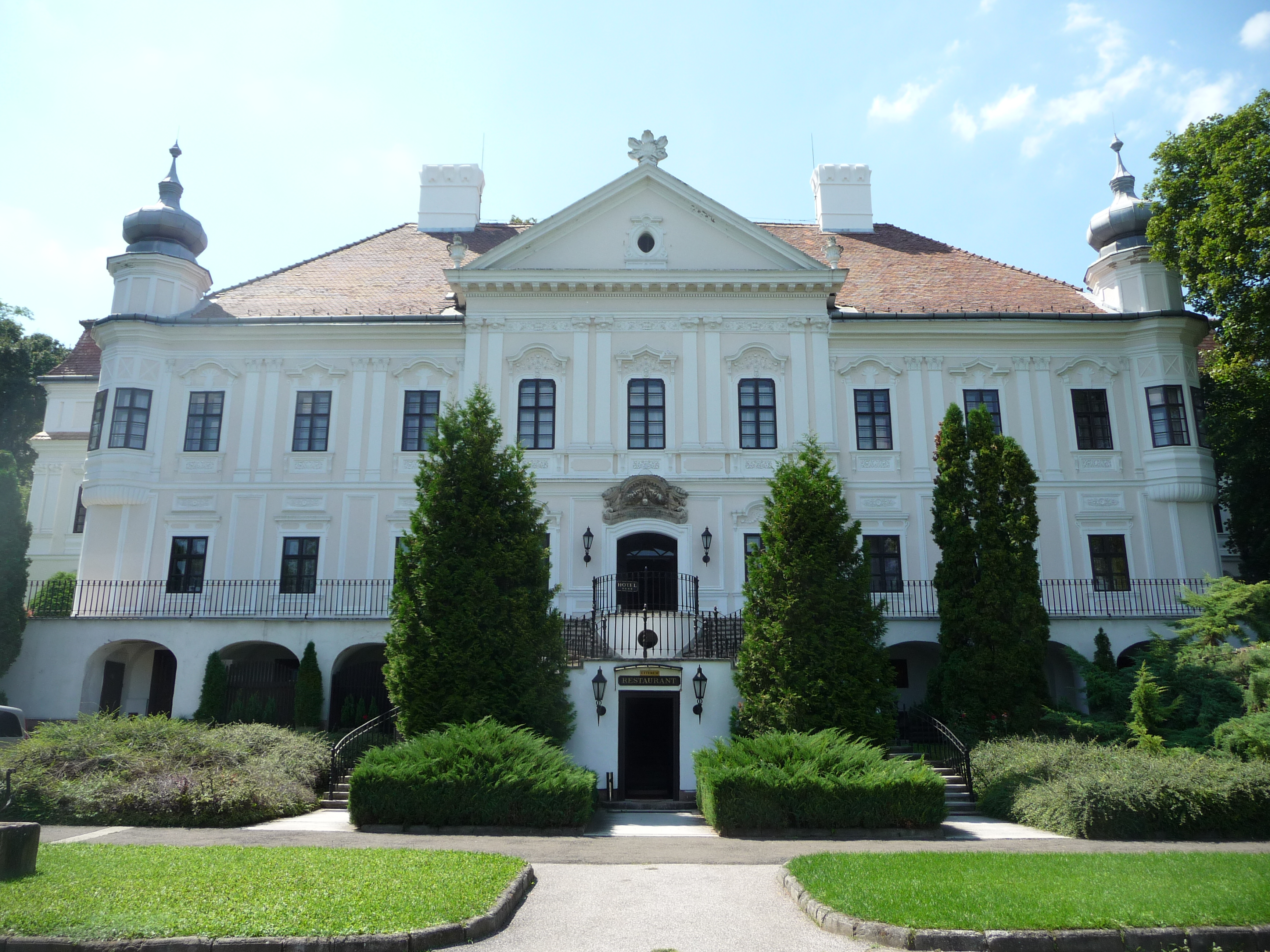
Palais Teleki
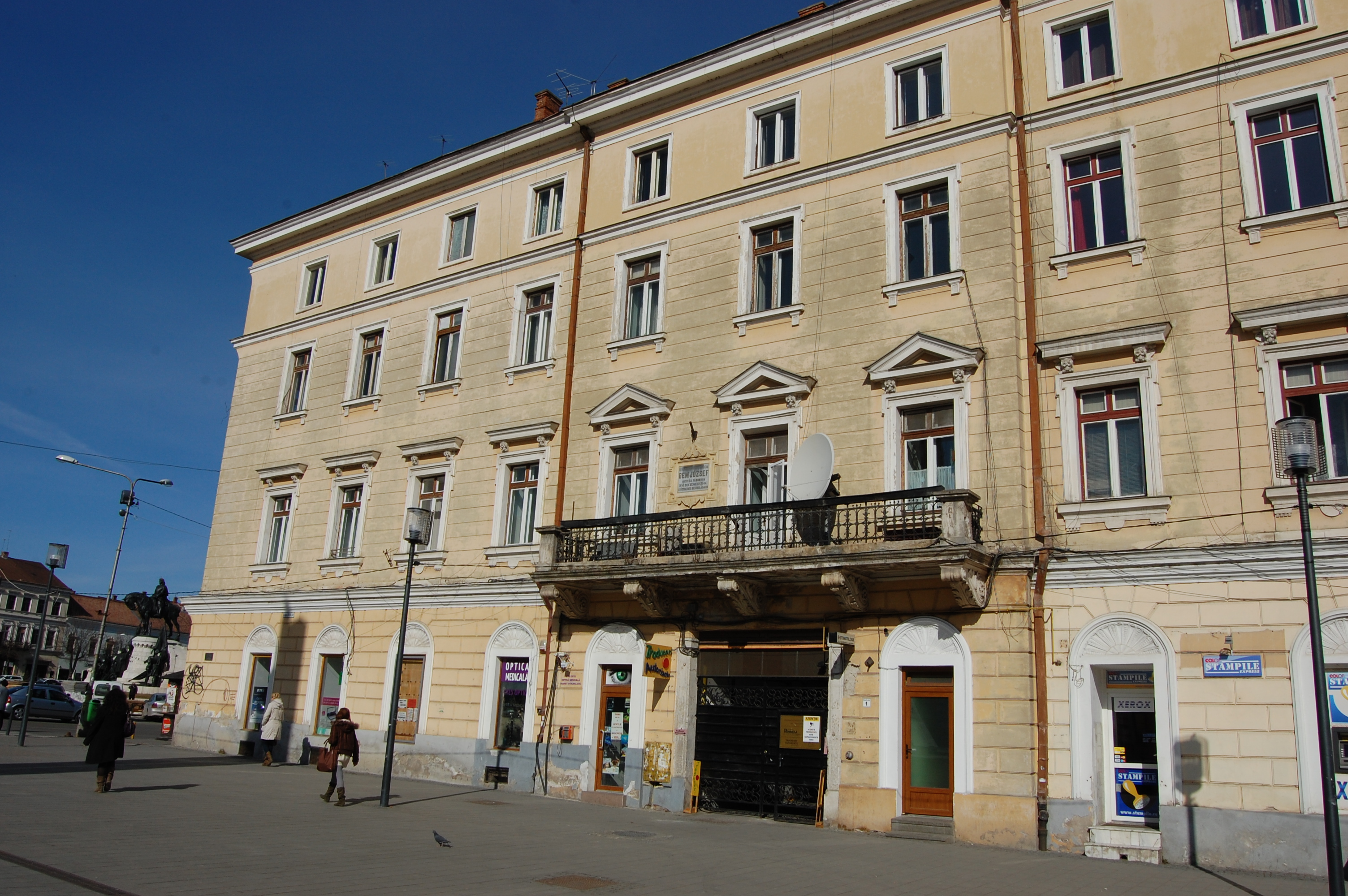
Palais Teleki in Klausenburg (Siebenbürgen)
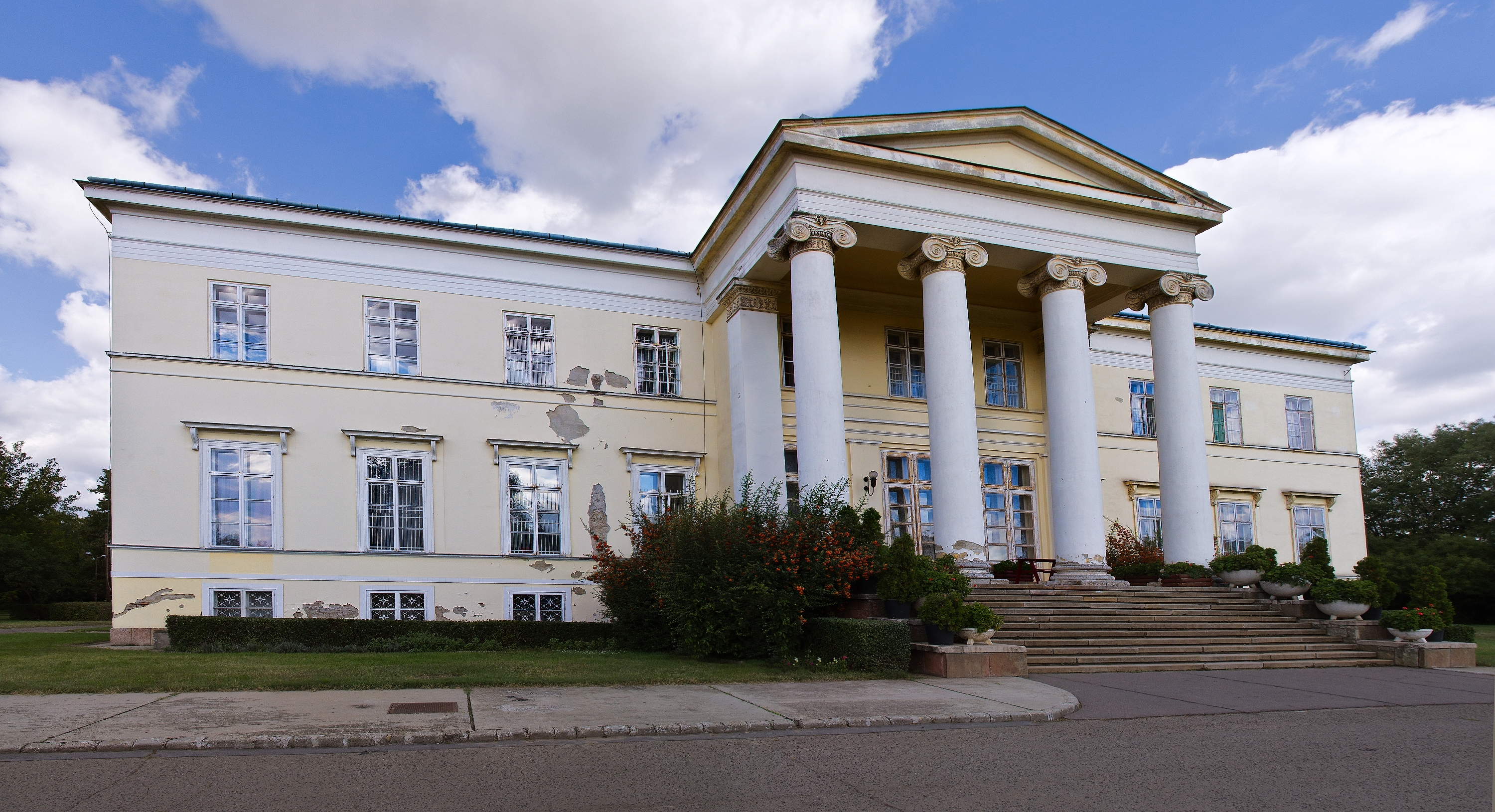
Teleki Palais in Gyömrő
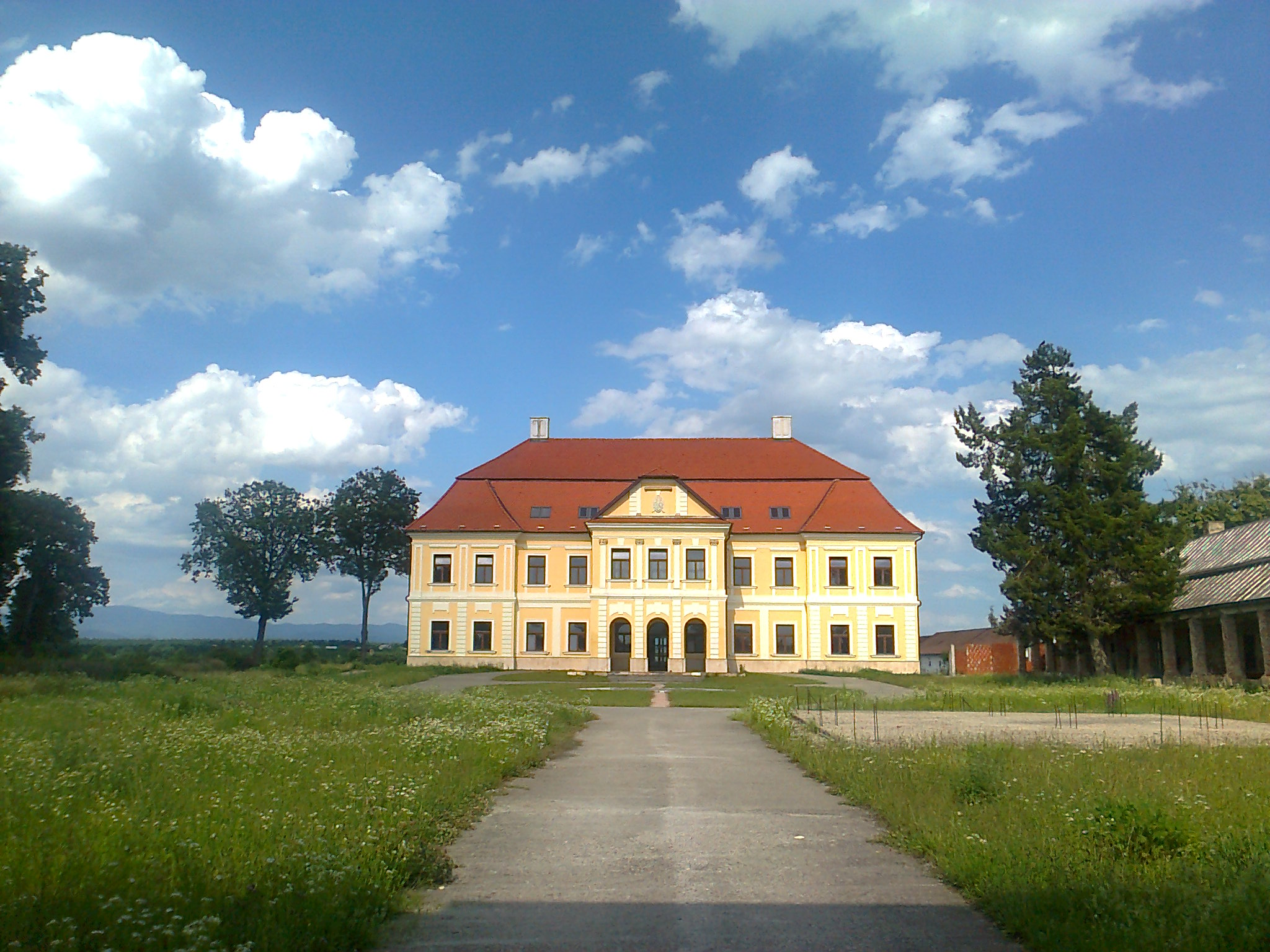
Teleki Schlösschen in Kővárhosszúfalu (rum. Satulung) im Komitat Maramaros
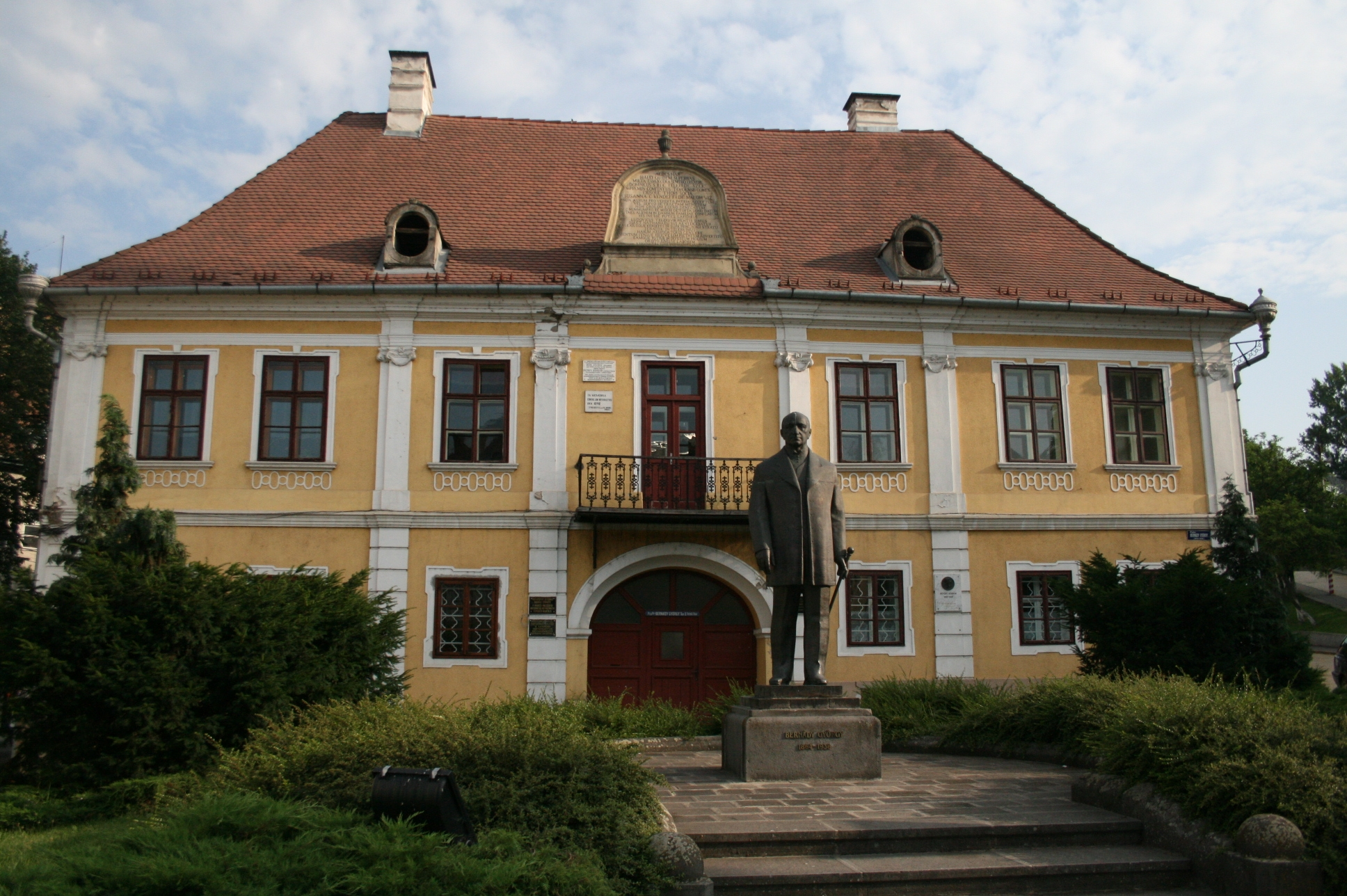
Teleki Palais in Marosvásárhely
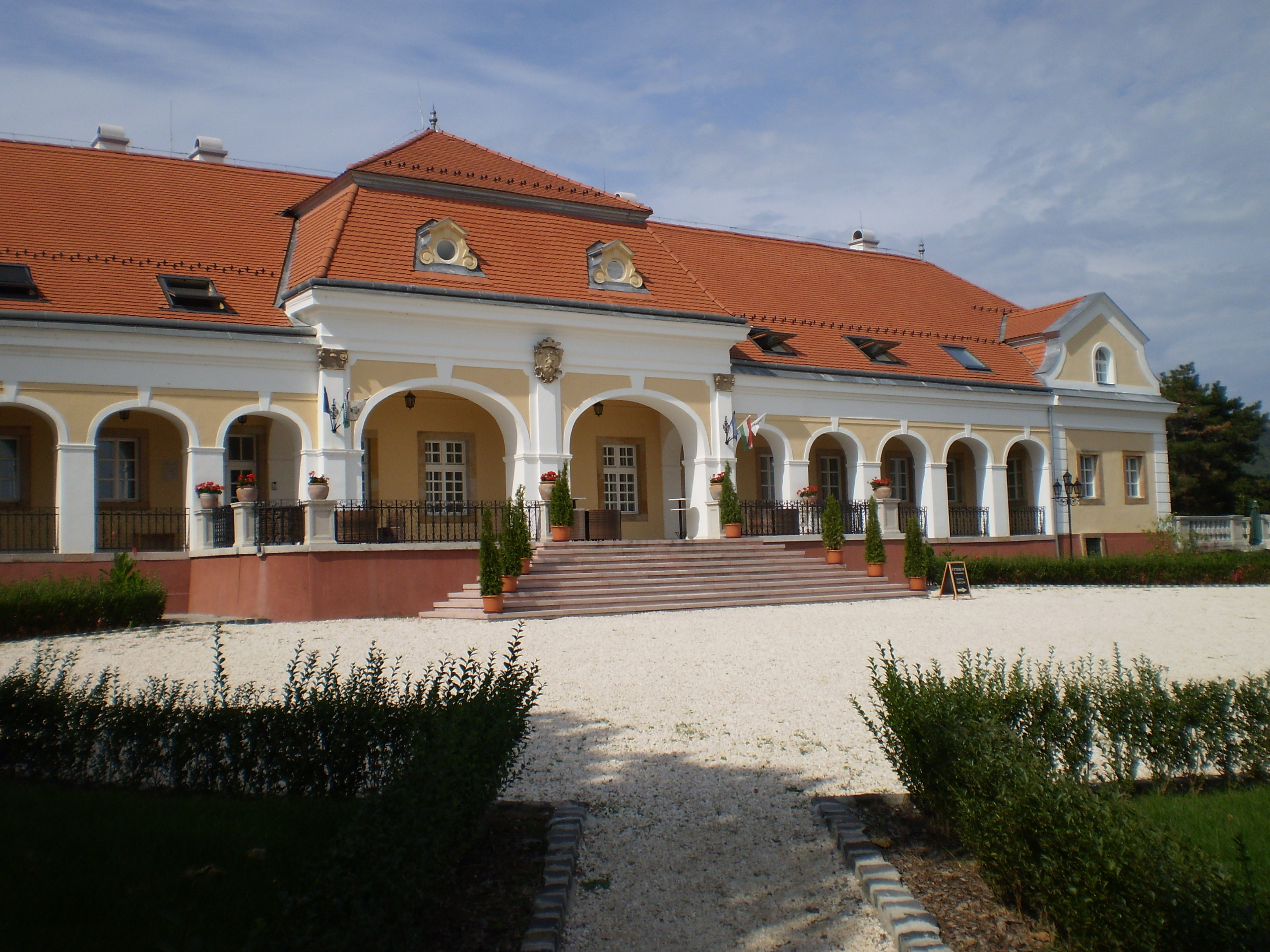
Teleki-Wattay Palais in Pomáz
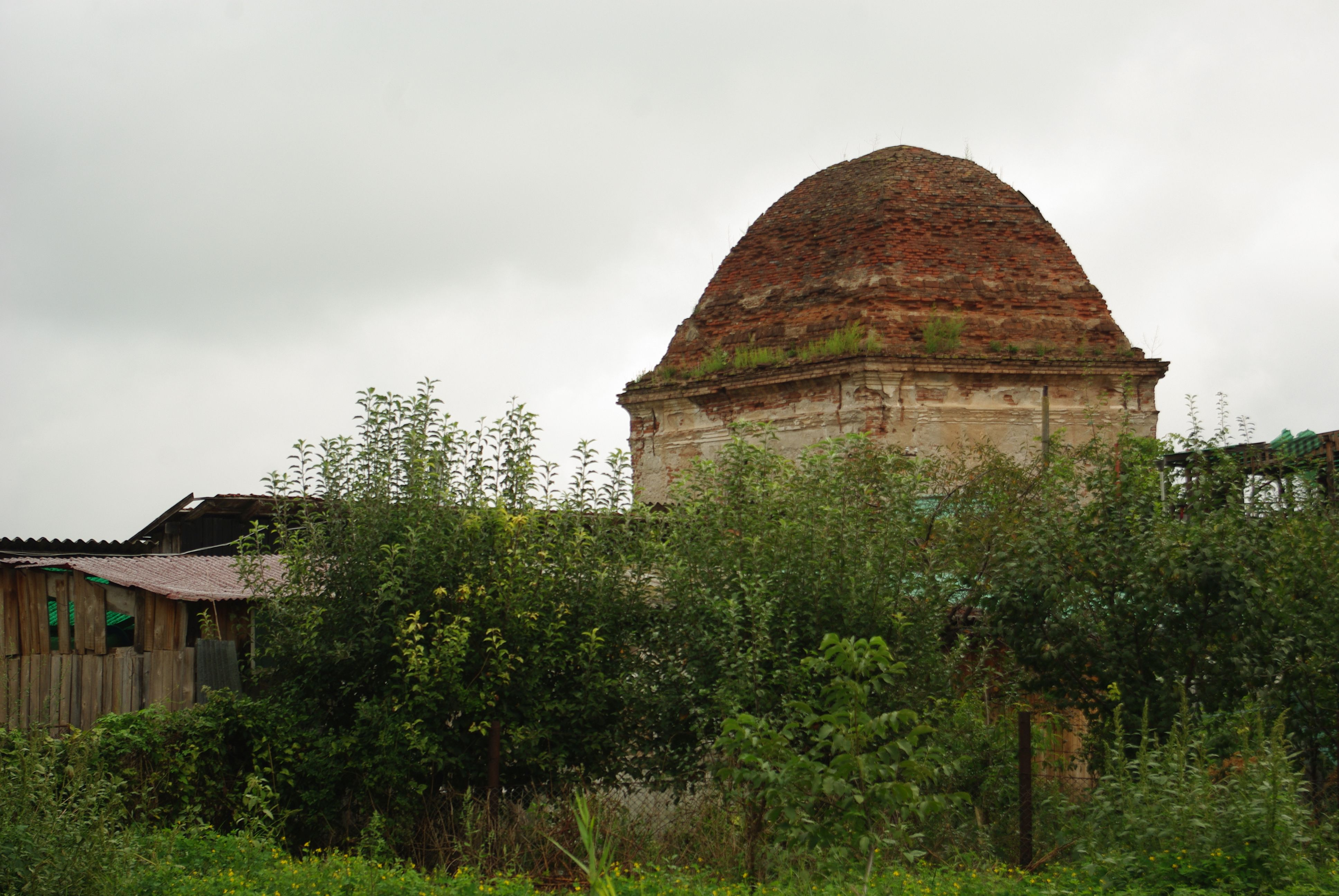
Schlösschen Mich in Csíkszereda (rum. Miercurea Ciuc)
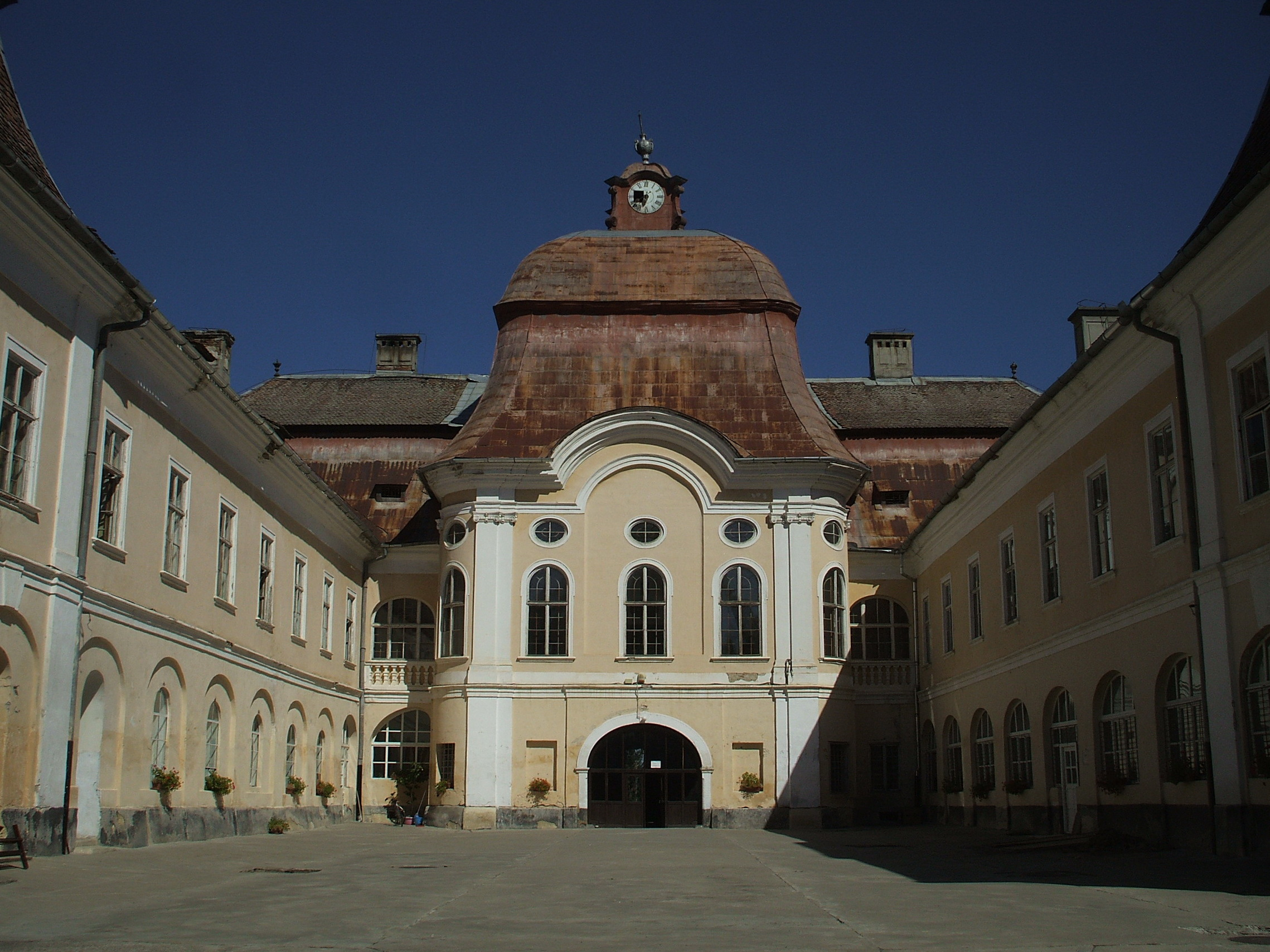
Teleki Schlösschen in Gernyeszeg (rum. Gorneşti)